# Nordlandsbanen

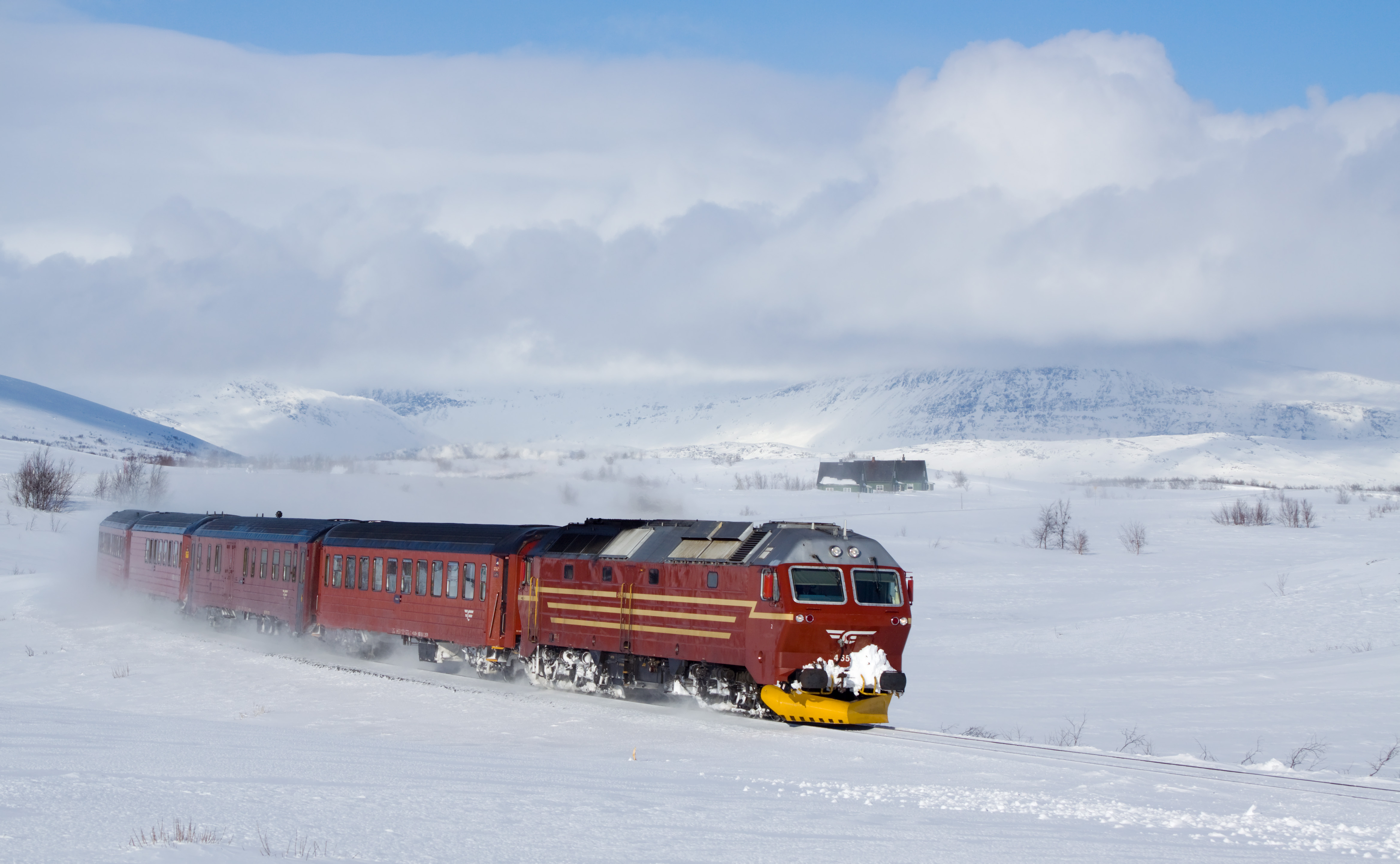
Vlak tažený lokomotivou řady Di 4

Nordlandsbanen je železniční trať v Norsku mezi městy Trondheim a Bodø. Délka trati je cca 729 km, čímž je nejdelší železniční tratí v Norsku a jediná v zemi, která prochází přes polární kruh. Provozuje ji Bane NOR.
První úsek byl otevřen v roce 1882, další přibyly v roce 1902 a 1904. Během druhé světové války byla trať ještě dále rozšířena pod německým dohledem. Trať byla v té době také častým cílem sabotáží.